# Anna Linnikova
Anna Linnikova (en ruso: Анна Линникова; Oremburgo, 4 de abril de 2000) es una modelo rusa. Fue ganadora del concurso de belleza Miss Rusia 2022. Como Miss Rusia, Linnikova representó a Rusia en Miss Universo 2022.

## Primeros años y educación
Linnikova nació y creció en Oremburgo en el óblast de Oremburgo (Rusia) y comenzó a trabajar profesionalmente como modelo a los 16 años. Como modelo profesional, ha trabajado en países como China, Japón, Corea del Sur, Vietnam y Malasia haciendo grandes editoriales de moda y siendo imagen recurrente de casa de moda famosas. Apareció en la revista Glamour Rusia y en la edición de Cosmopolitan Rusia, además después de ganar el título de Miss Rusia 2022 tuvo un desplegado de modas en portal de moda y belleza Woman Ru .
Más tarde se mudó a San Petersburgo para asistir a la Universidad de Economía y Tecnologías de Gestión de San Petersburgo. Antes de ganar Miss Rusia 2022, Linnikova estaba en su segundo año de universidad, estudiando relaciones públicas.

## Participación en concursos de belleza
Comenzó su carrera en los concursos de belleza en 2022, después de ser una de las 75 000 mujeres en toda Rusia que audicionaron para ser finalista en Miss Rusia. Finalmente, fue seleccionada como candidata oficial, en representación de Oremburgo. Linnikova avanzó al Top 10 en la final celebrada el 25 de julio de 2022, antes de ser declarada ganadora. Como Miss Rusia, Linnikova representó a Rusia en Miss Universo 2022.